# Joop Alberda
Jogchum Theo (Joop) Alberda (Oosterwolde, 25 oktober 1951) is een Nederlands sportbestuurder, die naam maakte als volleybalcoach.
Tijdens zijn studie aan de Academie voor Lichamelijke Opvoeding (ALO) beoefende hij als actieve sporter achtereenvolgens voetbal, turnen en volleybal. In deze laatste sport haalde hij bij de Groninger verenigingen Lycurgus en GSVV Donitas eredivisie-niveau.
Hij merkte dat hij gevoel had voor het trainings- en coachings-deel van sport in het algemeen en volleybal in het bijzonder. Hij liet zich hierbij inspireren door de Amerikaan Doug Beal, die hij in 1985 ontmoette. Beal won met de VS-volleyballers het jaar daarvoor olympisch goud in Los Angeles. Zijn strategische aanpak sprak Alberda zeer aan: alles tot op op de bodem uitstippelen, niets aan het toeval overlaten.
In Groningen werd hij adjunct-directeur van het universitair sportcentrum en had veel contact met Jan Vlieg, die eenzelfde bevlogenheid had voor het tafeltennis.
In 1994 werd Alberda benoemd tot coach van het Nederlands mannenvolleybalteam dat al enige jaren op weg was naar de absolute top. Samen wonnen ze in 1996 de gouden medaille bij de Olympische Spelen van Atlanta. Het Nederlandse publiek koos later dit tot het sportmoment van de twintigste eeuw.
Alberda zelf werd in 1996 uitgeroepen tot beste volleybalcoach ter wereld.
In 1997 trad hij in dienst als technisch directeur bij sportkoepel NOC*NSF. Onder zijn bestuurlijke leiding slaagde de Nederlandse delegatie bij de Olympische Spelen in Sydney (2000) erin om een recordaantal van 25 medailles te winnen.
In april 2004 kondigde hij aan eind dat jaar te stoppen bij het NOC*NSF. De beslissing was mede gebaseerd uit teleurstelling om het ontbreken van voldoende steun voor zijn ambitieuze plannen een Olympic Team op te richten.
In oktober 2014 werd Joop Alberda opgenomen in de "Volleyball Hall of Fame", als tweede Nederlander na Peter Blangé.
Joop Alberda heeft twee kinderen en woont in Vinkeveen.